# TOTEP
TOTEP (erroneamente soletrado na lombada dos lançamentos físicos como The One True EP) é o terceiro EP da banda britânica Kero Kero Bonito, lançado independentemente em 20 de fevereiro de 2018. O EP marca um afastamento do electropop "ensolarado" de lançamentos anteriores em favor de um "estilo mais sujo e pesado de guitarra, cheio de distorção e ruídos." O EP foi precedido pelo single "Only Acting", que mais tarde foi apresentado no segundo álbum de estúdio da banda, Time 'n' Place.

## Recepção Crítica
Anna Gace, da Spin, opinou que as músicas do EP "parecem um pouco esboçadas, mas também sugerem que o KKB vê um futuro onde eles não estão apenas produzindo dance-pop deliciosamente pateta". Stereogum escreveu: "As novas músicas alternam entre grunge-y, power-poppy e dreamy, e todas são ótimas e demonstram a versatilidade do som de KKB."
Após a assinatura do grupo com a Polyvinyl Records, o EP foi lançado fisicamente pela primeira vez e ficou em 6º lugar na parada Top Heatseekers.

## Faixas
Todas as canções escritas por Gus Lobban.
| N.º            | Título               | Duração |  |
| 1.             | "The One True Path"  | 2:55    |  |
| 2.             | "Only Acting"        | 3:49    |  |
| 3.             | "You Know How It Is" | 2:14    |  |
| 4.             | "Cinema"             | 2:06    |  |
| Duração total: | Duração total:       | 11:04   |  |

## Equipe
Créditos adaptados do site oficial do Kero Kero Bonito.
Kero Kero Bonito
- Sarah Midori Perry – Vocais
- Gus Lobban – Bateria, Produção
- Jamie Bulled – Baixo

Músicas participantes
- James Rowland – Guitarra, Ruídos
- The Parakeets (Cecile Believe, z & Oscar) – Backing Vocais

Técnico
- Jimmy Robertson – Gravador
- Andy Ramsay – Engenheiro de Som
- Anthony Lim – Mixagem adicional, Masterização

## Charts
| Chart (2019)                      | Posições de Pico |
| --------------------------------- | ---------------- |
| US Heatseekers Albums (Billboard) | 6                |
| US Independent Albums (Billboard) | 22               |
| US Vinyl Albums (Billboard)       | 20               |